# Moscelyne Larkin

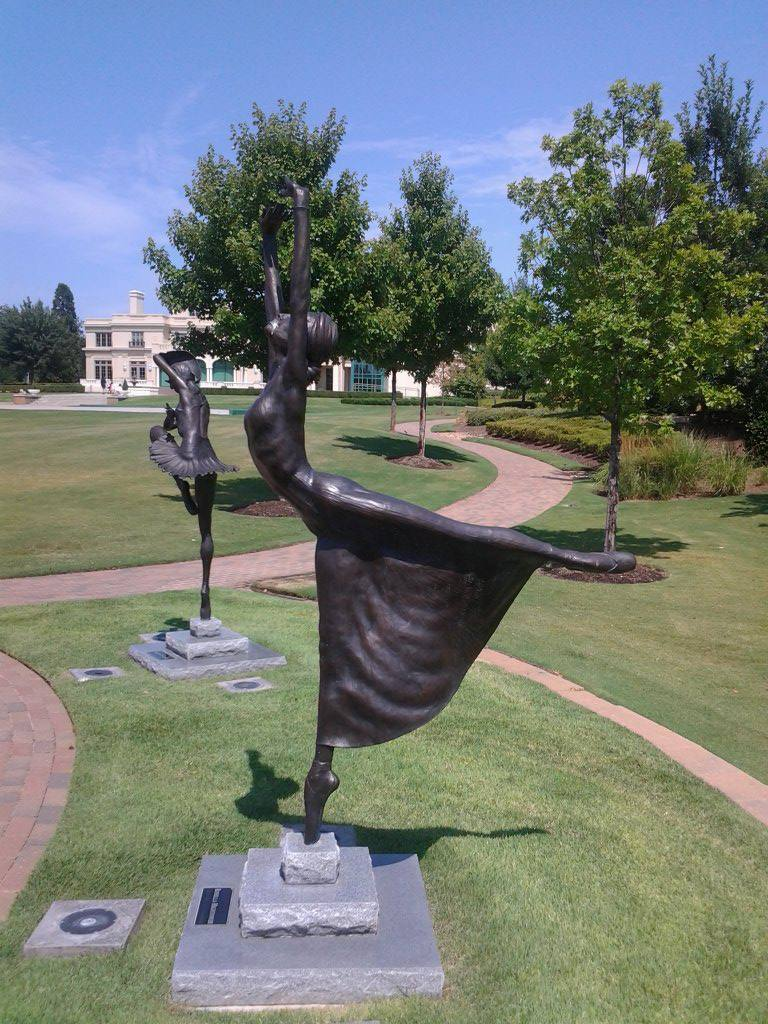
V. l. n. r. Marjorie Tallchief, Rosella Hightower.

Edna Moscelyne Larkin Jasinski (* 14. Januar 1925 in Miami (Oklahoma); † 25. April 2012 Tulsa, Oklahoma) war eine indianisch-amerikanische Ballerina und Mitglied der „Five Moons“, einer indianisch-amerikanischen Gruppe von Ballerinen aus Oklahoma, die im 20. Jahrhundert international bekannt waren. Nach dem Tanzen in den Ballettkompanien Original Ballets Russes und Ballets Russes de Monte Carlo ließ sie sich gemeinsam mit ihrem Mann, dem polnisch-stämmigen Balletttänzer Roman Jasinski in Tulsa nieder, wo sie im Jahr 1956 die Tulsa Ballett-Schule und das Tulsa Civic Ballet (später als Tulsa Ballet bekannt) gründeten. Das Tulsa Ballet wurde zu einer der wichtigsten Ballettkompanien im amerikanischen Südwesten und hatte 1983 ihr Debüt in New York City. Larkins Porträt befindet sich auf dem Wandbild Flight of Spirit in der Oklahoma State Capitol Rotunda in Oklahoma City.

## Frühes Leben und Ausbildung
Edna Moscelyne Larkin wurde in 1925 Miami (Oklahoma) als die einzige Tochter von Eva Matlagova-Larkin, einer jungen Tänzerin aus Russland, und Ruben Larkin, einem Shawnee-Peoria-Indianer geboren. Ihre Mutter gab ihr persönlich Ballettunterricht, bis Larkin alt genug war, um zum Studium nach New York City zu ziehen. Dort studierte sie unter Vincenzo Celli, Mikhail Mordkin und Anatole Vilzak-Shollar.

## Tanzkarriere
Im Alter von 15 Jahren trat Larkin 1941 in Oberst Wassily de Basils Original Ballets Russes ein. Sie trat mit der Ballettkompanie in Europa und Amerika auf. Während der Arbeit beim Original Ballet Russe traf Larkin ihren zukünftigen Ehemann Roman Jasinski, einen führenden Tänzer aus Polen.
1948 wurde sie Ballerina und wechselte gemeinsam mit ihrem Ehemann zur Serge Denhams Ballets Russes de Monte Carlo.
In der Radio City Music Hall trat sie oft als Primaballerina auf. Im Jahr 1954 tourte Larkin mit Alexandra Danilovas „Great Movements in Dance“ durch Asien. Sie überzeugte als Soubrette in komischen Rollen. Sie spielte auch die Cancan-Tänzerin in La Gaîté Parisienne. Agnes de Mille, die Choreographin und Tänzerin, bewunderte Larkins Leistung als Cowgirl in Aaron Coplands Rodeo, einer Rolle, die von de Mille uraufgeführt wurde.

## Ehe und Familie
1943 heiratete Larkin Roman Jasinski. Als ihr Sohn, Roman Larkin Jasinski, am 21. Februar 1954 zur Welt kam, beschloss sie, vom Tanz zurückzutreten.
Die Familie Larkin Jasinski zog nach Tulsa, Oklahoma, wo sie eine Ballettschule und das Tulsa Civic Ballet (später als Tulsa Ballet bekannt) gründete.
Es wurde zu einer der wichtigsten Ballettkompanien im amerikanischen Südwesten und hatte 1983 in New York City Premiere.
Larkin führte Schulkinder ans Ballett heran und lehrte auch fortgeschrittenes Ballett für Studenten an der Universität von Tulsa.
Gemeinsam mit den vier anderen Tänzerinnen indianischer Abstammung (Yvonne Chouteau, Rosella Hightower, Maria Tallchief und Marjorie Tallchief), die alle beim Ballets Russes de Monte Carlo tanzten, war Larkin Teil der prominenten Ballettgruppe The Five Moons.

## Tod
Larkin litt an der Alzheimer-Krankheit und starb in Tulsa, Oklahoma am 25. April 2012 an den Folgen einer Lungenentzündung. Sie wird von ihrem Sohn Roman Larkin Jasinski überlebt.

## Ehrungen
1978 wurde Larkin in die Oklahoma Hall of Fame aufgenommen. Im Jahr 1988 erhielt sie den jährlich vergebenen Dance Magazine Award. 1993 wurde sie in die Oklahoma Women’s Hall of Fame. Der Council of American Indians ehrte Moscelyne Larkin im gleichen Jahr als „Outstanding Indian“.

### Die Skulptur
Als Mitglied der Five Moons wurde Moscelyne Larkin im November 2007 zusammen mit vier anderen Tänzerinnen indianischer Abstammung (Yvonne Chouteau, Rosella Hightower, Maria Tallchief und ihrer Schwester Marjorie Tallchief) mit einer Bronzestatue aus dem Zyklus des Bildhauers Monte England geehrt. England begann 1995 mit der Skulptur, als er 2005 verstarb, setzte Gary Henson die Arbeit fort. Die Statuen befinden sich auf dem Westrasen im Garten der Tulsa Historical Society in (Tulsa, Oklahoma).

### Bilder
Der Chickasaw-Maler Mike Larsen fertigte für die Oklahoma State Capitol Rotunda in Oklahoma City ein Wandbild namens Flight of Spirit. Ein weiteres Bild stammt von dem Muskogee Jerome Tiger.

### Ballett
Für das Oklahoma Indian Ballerina Festival 1967 wurde ein Ballett namens The Four Moons geschrieben und gibt die jeweilige Stammesherkunft der fünf Künstlerinnen wieder. Die Musik stammt von Louis Ballard, einem Quapaw-Cherokee.